# Felipe Pardo y Barreda
Felipe Manuel Adalberto Pardo y Barreda, V marqués de Fuente Hermosa de Miranda (Lima, 22 de abril de 1860 - Caradoc, Bayona, Francia, 7 de agosto de 1939), diplomático peruano.

## Biografía
Su padre fue Manuel Pardo y Lavalle, fundador del Partido Civil y presidente de la República, su abuelo fue el escritor Felipe Pardo y Aliaga. Su madre fue Mariana Barreda y Osma, hermana de Enrique Barreda y Osma. Fue hermano mayor de José Pardo y Barreda, quien fue dos veces presidente de la República, y entre sus primos estuvieron Felipe y Pedro de Osma y José de la Riva-Agüero, marqués de Montealegre de Aulestia.
En 1875, fue enviado a Rusia como agregado de la legación peruana en la misión que dirigía José Antonio de Lavalle.
Pardo realizó estudios en la Facultad de Ciencias Políticas y Administrativas de la Universidad de San Marcos.
En 1878, cuando tenía 18 años, su padre, quien era presidente del Senado, fue asesinado en la puerta del Congreso por un miembro del batallón Pichincha, por lo que abandonó sus estudios universitarios para hacerse cargo de la administración de los negocios familiares. Desde 1881 hasta 1890 dirigió la explotación azucarera de la hacienda familiar de Tumán, Lambayeque.
Durante la Campaña de Lima, en 1881, participó con el grado de capitán en la Batalla de Miraflores sirviendo como ayudante del coronel Julio Tenaud, jefe del Estado Mayor de la Reserva. 
En 1893, pidió la rehabilitación en su persona del marquesado de Fuente Hermosa de Miranda, título español que había sido suprimido en 1877, después de la muerte de su tío abuelo, Pedro Bravo de Rivero y Aliaga, en 1870. 
En 1898 regresó de Europa y se dedicó a varias negociaciones en Bolivia, país en el que permaneció hasta 1903.
En 1905, fue nombrado presidente del Club Nacional, pero renunció unos meses después para ser ministro peruano en Estados Unidos del gobierno de su hermano José Pardo, quien había asumido la presidencia de la República en 1904. Ocupó el cargo de ministro plenipotenciario hasta 1911, cuando fue designado ministro a Inglaterra para la coronación del duque York como rey de Gran Bretaña. Sin embargo, renunció al estar en desacuerdo con las políticas del presidente Augusto B. Leguía.
El 25 de septiembre de 1905, se casó con su prima, Teresa Barreda Laos, hija de Enrique Barreda y Osma y hermana de Ricardo Barreda Laos casado con María Olavegoya Marriot. La pareja tuvo una hija, Ana Teresa Pardo y Barreda, quien se casó con Luis Ruiz de Arana y Martín de Oliva, XV duque de Sanlúcar la Mayor (1901-1936). 
En 1913 fue designado ministro plenipotenciario en Argentina. Sin embargo, en diciembre de ese año, al retirarse Francisco Tudela de la Cancillería renunció al puesto.
En 1915, su hermano volvió a asumir la presidencia y, en junio de 1919, tras el golpe de Estado de Leguía, al igual que muchos miembros de su familia, se exilió a Europa. 
Establecido en el castillo Caradoc, Bayona, al suroeste de Francia, falleció en Biarritz en 1939.